# 奥塚正典
奥塚 正典（おくづか まさのり、1953年12月3日 - ）は、日本の政治家。大分県中津市長（3期）。

## 来歴
中津市立和田小学校、中津市立東中津中学校、大分県立中津北高等学校卒業。1977年（昭和52年）3月、京都大学経済学部卒業。同年4月、大分県庁に採用される。
2011年（平成23年）、大分県総務部長に就任。
2013年（平成25年）、大分航空ターミナル株式会社代表取締役社長に就任。
2015年（平成27年）11月15日に行われた中津市長選挙に立候補し、団体役員の新人を破り初当選した。11月17日、市長就任。
※当日有権者数：68,056人 最終投票率：48.85%（前回比：-10.26pts）
| 候補者名 | 年齢 | 所属党派 | 新旧別 | 得票数   | 得票率 | 推薦・支持 |
| -------- | ---- | -------- | ------ | -------- | ------ | ---------- |
| 奥塚正典 | 61   | 無所属   | 新     | 25,573票 | 77.82% |            |
| 藤田勝久 | 48   | 無所属   | 新     | 7,287票  | 22.18% |            |

2019年（令和元年）10月13日告示、10月20日執行の市長選挙で無投票により再選。
2023年（令和5年）10月23日告示、10月29日執行の市長選挙で農業の新人を破り3選。※当日有権者数：66,793人、最終投票率：35.55%（前々回比：-13.30%）
開票結果は、当選 奥塚正典 無所属 現 17,817票、川内清巳 無所属 新 5,597票だった。
2024年（令和6年）3月8日、中津市は、奥塚が肺に見つかった病変を摘出するため、同月15日から入院すると発表した。入院は10日程度で、退院後も3週間程度療養する予定で、その間は副市長が職務代理者を務める。

## 不祥事
2019年（令和元年）8月22日、奥塚は自身が代表を務める資金管理団体「明日の中津を創る会」に150万円を寄付。同年8月26日、「明日の中津を創る会」は政治団体「奥塚正典後援会」に150万円を寄付（「奥塚正典後援会」の代表は元教育長の前田佳毅。両団体の住所は同一）。公職選挙法では候補者本人から後援会組織への寄付を一定期間（任期満了日の90日前～投票日）禁じているが、約2月後に市長選があったことから迂回献金の疑いが指摘された。